# Amyema canaliculata
Amyema canaliculata är en tvåhjärtbladig växtart som beskrevs av Bryan Alwyn Barlow. Amyema canaliculata ingår i släktet Amyema och familjen Loranthaceae. Inga underarter finns listade i Catalogue of Life.